# Oorlogsmonument van Vottem

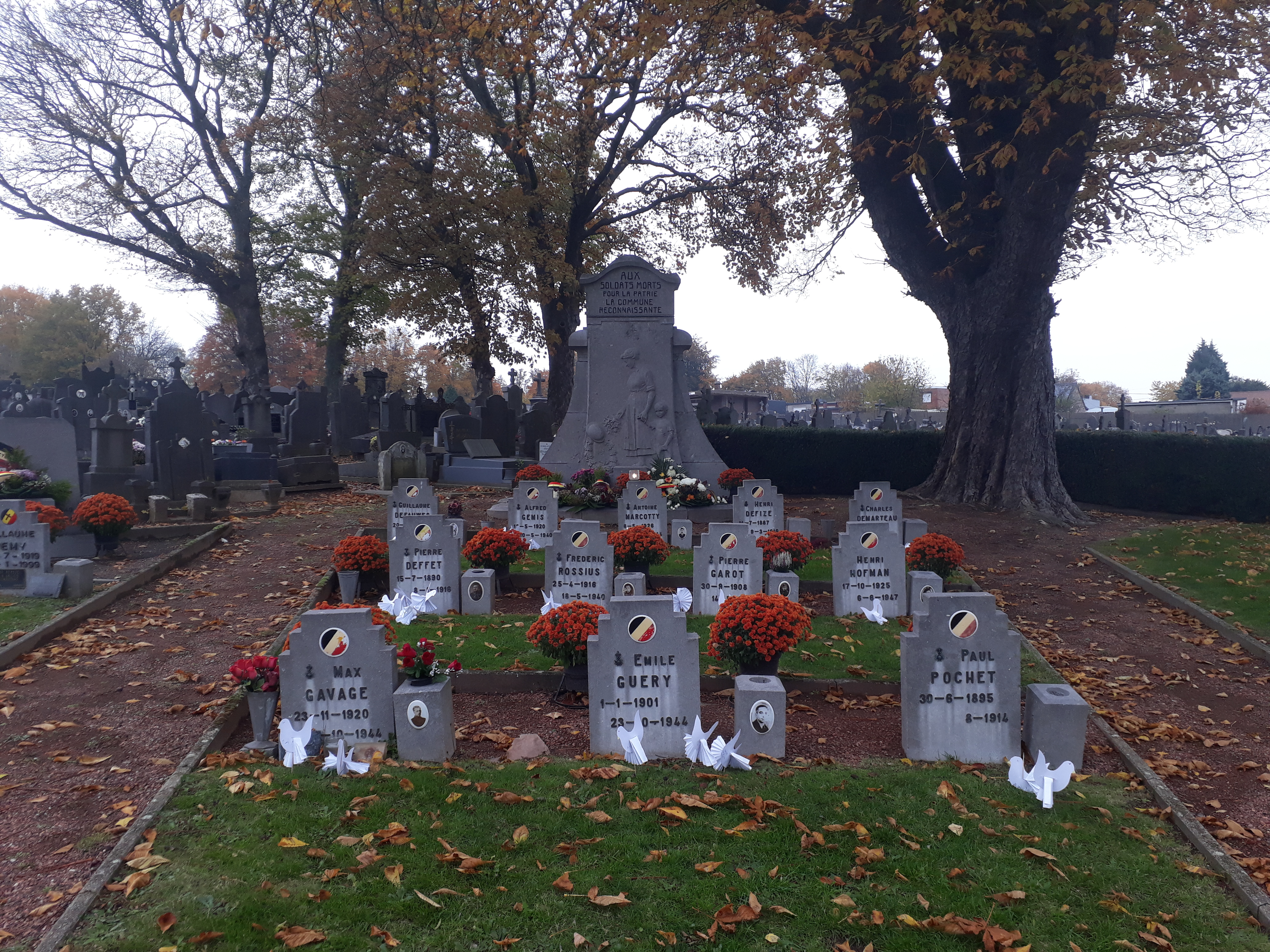
Het monument te Vottem

Het oorlogsmonument van Vottem is een monument in Vottem, provincie Luik, gewijd aan de slachtoffers van de Eerste en Tweede Wereldoorlog. 

## Locatie en toegang
Dit oorlogsmonument bevindt zich aan de Chaussée Brunehault in Vottem op de gemeentelijke begraafplaats. Zoals in vele gemeenten rond Luik, verkoos de gemeenteraad om het monument op het kerkhof te plaatsen, om patriotische en militaristische manifestaties op de openbare weg te vermijden.

## Lijst van de doden
Oorlog 1914-1918
- 34 namen

Oorlog 1940-1945
- Gevallen op het ereveld: 12 namen
- Dode soldaten in Duitsland: 6 namen
- Gefusilleerde weerstander: Joseph Henrotte
- Viel in het maquis: Antoine Marcotty
- Overleden gedeporteerden: 12 namen
- Burgerslachtoffers: 12 namen